# Карл Деккер
Карл Деккер (нім. Karl Decker, 5 вересня 1921, Відень — 7 вересня 2005, там само) — австрійський футболіст, що грав на позиції нападника. По завершенні ігрової кар'єри — тренер. Відомий виступами, зокрема, за клуб «Ферст Вієнна», а також національну збірну Австрії.
Один з найкращих бомбардирів в історії чемпіонату Австрії. Триразовий чемпіон Австрії, володар Кубка Німеччини.

## Клубна кар'єра
Карл Деккер починав свою кар'єру в невеликих клубах «Оттакринг», «Шварц-Вайс» і «Вайсе Ельф». Восени 1937 він перейшов в віденський клуб «Вієнна», за який дебютував у віці 16 років. В офіційних матчах почав грати у сезоні 1938/39 і у першому ж сезоні став найкращим бомбардиром команди з десятьма голами. Деккер успішно виступав за «Ферст» аж до 1952 року. Найбільших успіхів досягнув з командою у воєнні часи, коли Австрія входила до складу Німеччини. Три роки поспіль команда ставала Гауліги Остмарк, чемпіонату Австрії, у 1942, 1943 і 1944 роках. Як переможець австрійської ліги, команда грала в фінальному турнірі чемпіонату Німеччини. В 1942 році клуб дійшов до фіналу, де поступився «Шальке 04» з рахунком 0:2. 31 жовтня 1943 року Деккер забив один з голів у фіналі Кубка Німеччини проти «Люфтваффе», що допомогло команді здобути перемогу з рахунком 3:2. У 1941 році також виграв Альпійський кубок, турнір, участь у якому брали клуби з Австрії і німецької Баварії. «Вієнна» виграла усі 5 матчів турніру, а Деккер забив у них 7 голів.
Всього у складі «Ферст Вієнни» Деккер провів 609 матчів (включаючи товариські гри), в яких забив 605 голів. У сезонах 1943/44 і 1949/50 він ставав кращим бомбардиром чемпіонату.
Після завершення кар'єри в «Вієнні» нападник відіграв два сезони в клубі «Штурм» з Ґраца, а потім виступав у французькому «Сошо». Через екстрену необхідність зіграв один матч у складі швейцарського" Гренхена", коли був тренером цієї команди.

## Виступи за збірні
1942 року дебютував в офіційних матчах у складі національної збірної Німеччини. Деккер зіграв 8 матчів за збірну Німеччини, забивши 7 голів. З 1945 по 1952 роки він виступав за  збірну Австрії, забивши 19 м'ячів в 25 матчах.

## Кар'єра тренера
Ще в 1951 році Деккер почав тренерську кар'єру, очоливши «Ферст Вієнну» в ролі граючого тренера. У сезоні 1957/58, очолюючи «Гренхен», він зіграв свій останній матч як футболіст, вийшовши один раз на поле в зв'язку з екстреною необхідністю.
З 1958 по 1964 роки Деккер очолював збірну Австрії в ролі головного тренера. Йому вдалося створити дуже сильну команду, до складу якої входили такі гравці як  Штоц, Коллер, Ганаппі, Гоф, Сенекович, Немець, Бузек та ін. З травня 1960 по жовтень 1961 року збірна Австрії зіграла 10 матчів, програвши лише одного разу і завдавши поразки збірним Шотландії,  СРСР,  Іспанії, Італії,  Англії,  Угорщини. Однак через нестачу коштів АФС ухвалив рішення не виставляти збірну на чемпіонат світу 1962 року, після чого її результати почали різко погіршуватися. У 1963 році збірна провела 7 матчів, домігшись лише однієї перемоги і зазнавши 5 поразок. У лютому 1964 року Деккер подав у відставку. Під його керівництвом збірна Австрії зіграла в цілому 36 матчів, здобувши 16 перемог і зазнавши 17 поразок. Тільки Гуго Майсль, Герберт Прогазка, Леопольд Штястний і Вальтер Науш провели більше матчів на посту головного тренера збірної, ніж Деккер.
З вересня по грудень 1968 року Деккер тимчасово тренував віденський «Рапід» через хворобу тодішнього головного тренера «зелено-білих» Рудольфа Вітлачила. У цей короткий період Деккеру вдалося домогтися одного з найвідоміших успіхів «Рапіда» в Кубку європейських чемпіонів, пройшовши на  стадії 1/8 фіналу іспанський клуб «Реал» (Мадрид).
З 1969 року Карл Деккер займав пост президента Австрійської федерації футбольних викладачів.
Помер 27 вересня 2000 року в віці 84 років, похований на Центральному кладовищі Відня. У 2011 році на честь Карла Деккера була названа одна з вулиць у віденському районі Деблінг.

## Статистика виступів
| Клуб              | Сезон             | Ліга | Ліга | Чемпіонат Німеччини | Чемпіонат Німеччини | Кубки | Кубки | Інше | Інше | Всього | Всього |
| Клуб              | Сезон             | ігри | Голи | ігри                | Голи                | ігри  | Голи  | ігри | Голи | ігри   | Голи   |
| ----------------- | ----------------- | ---- | ---- | ------------------- | ------------------- | ----- | ----- | ---- | ---- | ------ | ------ |
| Ферст Вієнна      | 1938/39           | 14   | 10   | 0                   | 0                   | 2     | 0     | 0    | 0    | 16     | 10     |
| Ферст Вієнна      | 1939/40           | 14   | 10   | 0                   | 0                   | 4     | 4     | 0    | 0    | 18     | 14     |
| Ферст Вієнна      | 1940/41           | 15   | 12   | 0                   | 0                   | 3     | 3     | 5    | 9    | 23     | 24     |
| Ферст Вієнна      | 1941/42           | 14   | 18   | 5                   | 3                   | 3     | 5     | 0    | 0    | 22     | 26     |
| Ферст Вієнна      | 1942/43           | 17   | 32   | 4                   | 3                   | 0     | 0     | 0    | 0    | 21     | 35     |
| Ферст Вієнна      | 1943/44           | 14   | 33   | 3                   | 5                   | 9     | 16    | 0    | 0    | 26     | 54     |
| Ферст Вієнна      | 1944/45           | 8    | 10   | -                   | -                   | 3     | 5     | 0    | 0    | 11     | 15     |
| Ферст Вієнна      | 1945/46           | 20   | 30   | -                   | -                   | 5     | 7     | 0    | 0    | 25     | 37     |
| Ферст Вієнна      | 1946/47           | 17   | 15   | -                   | -                   | 2     | 6     | 0    | 0    | 19     | 21     |
| Ферст Вієнна      | 1947/48           | 17   | 15   | -                   | -                   | 0     | 0     | 0    | 0    | 17     | 15     |
| Ферст Вієнна      | 1948/49           | 17   | 17   | -                   | -                   | 4     | 8     | 0    | 0    | 21     | 25     |
| Ферст Вієнна      | 1949/50           | 23   | 23   | -                   | -                   | -     | -     | 0    | 0    | 23     | 23     |
| Ферст Вієнна      | 1950/51           | 19   | 19   | -                   | -                   | -     | -     | 0    | 0    | 19     | 19     |
| Ферст Вієнна      | 1951/52           | 20   | 12   | -                   | -                   | -     | -     | 0    | 0    | 20     | 12     |
| Ферст Вієнна      | Всього            | 229  | 256  | 12                  | 11                  | 35    | 54    | 5    | 9    | 281    | 330    |
| Штурм (Грац)      | 1952/53           | 13   | 7    | -                   | -                   | -     | -     | 0    | 0    | 13     | 7      |
| Штурм (Грац)      | 1953/54           | 22   | 11   | -                   | -                   | -     | -     | 0    | 0    | 22     | 11     |
| Штурм (Грац)      | Всього            | 35   | 18   | 0                   | 0                   | 0     | 0     | 0    | 0    | 35     | 18     |
| Сошо              | 1954/55           | 22   | 9    | -                   | -                   | 3     | 3     | 0    | 0    | 25     | 12     |
| Сошо              | 1955/56           | 15   | 6    | -                   | -                   | 0     | 0     | 0    | 0    | 15     | 6      |
| Сошо              | Всього            | 37   | 15   | 0                   | 0                   | 3     | 3     | 0    | 0    | 40     | 18     |
| Гренхен           | 1957/58           | 1    | 0    | -                   | -                   | 0     | 0     | 0    | 0    | 1      | 0      |
| Гренхен           | Всього            | 1    | 0    | 0                   | 0                   | 0     | 0     | 0    | 0    | 1      | 0      |
| Всього за кар'єру | Всього за кар'єру | 302  | 289  | 12                  | 11                  | 38    | 57    | 5    | 9    | 357    | 366    |

## Титули і досягнення

### Як гравця
- Чемпіон Австрії (3):

«Ферст Вієнна»: 1941–1942, 1942–1943, 1943–1944
- Володар Кубка Німеччини (1):

«Ферст Вієнна»: 1943
- Срібний призер чемпіонату Німеччини (1):

«Ферст Вієнна»: 1942
- Володар Альпійського кубка (1):

«Ферст Вієнна»: 1941